# العلم والإيمان (برنامج)
برنامج العلم والإيمان هو برنامج تلفزيوني قدّمه الراحل د. مصطفى محمود لثمانٍ وعشرين سنة في التلفزيون المصري، وكان يهدف إلى تناول العلم على الأسس الإيمانية، البرنامج وصل إلى درجة كبيرة من الشهرة وقدم الدكتور مصطفى محمود أكثر من 400 حلقة على مدار ثمانٍ وعشرين سنة.
كان الهدف الرئيسي للبرنامج هو المزج بين عجائب وغرائب هذا الكون وبين الإيمان بوجود الله وقدرته على تغيير الأشياء والتأمل في قدرته، وقد تناول الدكتور مصطفى محمود العديد من المواضيع التي تجعل الإنسان يقف متحيراً أمام الغرائب والعجائب التي تناولها.

## تاريخ البرنامج
يروي مصطفى محمود أنه عندما عرض على التلفزيون مشروع برنامج العلم والإيمان، وافق التلفزيون راصدًا 30 جنيه للحلقة ! وبذلك فشل المشروع منذ بدايته إلا أن أحد رجال الأعمال علم بالموضوع فأنتج البرنامج على نفقته الخاصة ليصبح من أشهر البرامج التلفزيونية وأوسعها انتشارًا على الإطلاق، لا زال الجميع يذكرون سهرة الإثنين الساعة التاسعة ومقدمة الناي الحزينة في البرنامج وافتتاحية مصطفى محمود (أهلا بكم)! إلا أنه ككل الأشياء الجميلة كان لا بد من نهاية، فللأسف هناك شخص ما أصدر قرارا برفع البرنامج من خريطة البرامج التليفزيونية!! وقال ابنه أدهم مصطفى محمود بعد ذلك أن قرار وقف البرنامج صدر من الرئاسة المصرية إلى وزير الإعلام آنذاك صفوت الشريف، بضغوط سياسية.
واجهت البرنامج أزمة في عام 1976 بسبب نفاذ الأفلام التي حصلوا عليها من سفارات الدول الغربية، وسافر مصطفى محمود لإحضار شرائط جديدة، اشتراها بـ«15 ألف دولار»، وبعد عودته كانت «تماضر توفيق» تولّت منصب رئيسة التليفزيون، ورفضت إعطاءه المبلغ، وهنا تدخل «رياض العريان» صاحب إحدى شركات القطاع الخاص، وسدد المبلغ، وتبنى البرنامج، مقابل 300 جنيه للحلقة، وهو أعلى مبلغ حصل عليه محمود من برنامجه، وفقا لعكاشة، وبدأوا تسجيل الحلقات في تونس واليونان، ثم لندن في عام 1980.
طلب محمود من الموسيقار الراحل «محمد عبد الوهاب» تأليف مقطوعة موسيقية للبرنامج من إهدائه، إلا أنها كانت «موسيقى راقصة»، اعترض عليها محمود، وطلب من «محمود عفت» مقطوعة أخرى باستخدام «الناي»، وأخبر عبد الوهاب بأن مخرج البرنامج «أضاع اللحن»، وهو ما أثار غضبه، وكاد يشكو عكاشة إلى وزير الإعلام وقتها.
في عام 1995 طلب وزير الإعلام إعداد 30 حلقة من البرنامج حققت 5 ملايين دولار للقطاع الاقتصادي، وحقق 10 ملايين دولار في 1997، إلى أن منع التليفزيون عرض 4 حلقات، كانت تتضمن مواد من إنتاج «B.B.C»، عن «مفاعل ديمونة الإسرائيلي»، وأخرى عن «حرب المياه» والتطلعات الأمريكية والإسرائيلية في هذا الشأن، في حين أذاعت قنوات فضائية عربية الحلقات الممنوعة.

## أسماء الحلقات
(ملحوظة أسماء الحلقات ليست الأسماء الأصلية للحلقات كما أنتج وعرض على القناة الأولى المصرية في الأساس وربما الأسماء التي وضعتها ART أو قناة إقرأ بعد ترجمته بالإنجليزية (للتأكد شاهد الحلقات في الوصلات بالأسفل))
1. درجة الحرارة
2. نقطة الماء
3. لغز الموت
4. التوازن
5. الهواء والزوابع
6. هل يفكر الإنسان
7. الصرع
8. العضلات والمفاصل
9. الزلازل والبراكين
10. الخلية
11. المرض
12. صياد السمك
13. معجزة الإنسان
14. الحب والحرب
15. الأفيال
16. الصفات الوراثية
17. السمع
18. الشم
19. التكيف
20. ضغط الدم
21. الجنون
22. العنكبوت
23. حشرة الترميت
24. الفعل ورد الفعل
25. الإبداع الإلهي
26. النوم
27. سر الحياة
28. الدم
29. الشمس
30. تكون القارات
31. كهرباء المخ
32. الصحراء
33. ساعة الصفر
34. شيطان البحر
35. الطاقة الذرية
36. نهاية شعب
37. الجاسوس الفضائي
38. دودة الحرير
39. البعث
40. الزلزال والأعاصير
41. العلم
42. الوقاية
43. الحياة داخل بيضة
44. الإنسان يقتل نفسه
45. التطور
46. حركة النبات
47. القنبلة الخضراء
48. كيفية قياس الزمن
49. النبات
50. المكان
51. لغز الحياة
52. المطر
53. الأديان
54. الديناصور
55. التنبؤ بالزلزال
56. الأحلام
57. الحرب بين الإنسان والحشرة
58. رحلة إلى باطن الأرض
59. العلاج بالألوان
60. التدخين
61. الأمومة
62. الخير والشر
63. البصر
64. الغضروف
65. بيت النمل
66. المخ
67. معجزة الكلى
68. الجلد
69. الساعة التي في يدي
70. الغواصة العبقرية
71. عجائب عالم الأعماق
72. معجزة الخلية
73. معجزة المــخ
74. لسنا وحدنا عقلاء
75. مع القرود
76. الفيروسات
77. الذبحة
78. الجلطة وكيفية الوقاية
79. صراع البقاء
80. المغناطيسية والكهرباء
81. في غرفة العمليات
82. قبلة على يد زوجتي
83. ميلاد القرد حسونة
84. الذرة
85. مارشال القرود
86. صديقي القرد
87. صديقتي الأوزة صديقي القرد
88. عقلة الإصبع
89. النباتات الأولية
90. المريخ
91. النمل وعش الغراب
92. الطاقة
93. الكون
94. النمل
95. كائنات تحت البحر
96. الذاكرة
97. غشاء الخلية - الأميبا
98. الدم الأبيض
99. النباتات
100. الحشرات
101. البصر
102. الكلام
103. دنيا العجائب
104. البكتريا المدهشة
105. المعجزة اليابانية
106. الكهرباء البيولوجية
107. انفجار
108. التضخم
109. أفريقيا السوداء
110. هرمونات
111. زحل
112. مرض الملوك
113. نجمة البحر
114. مواقع النجوم
115. تطور المخ البشرى
116. أينشتاين والنسبية
117. العالم الخفي
118. الإرادة
119. النزول على القمر
120. هجرة الطيور
121. الحصان
122. المعمار الكوني
123. ضربة قدر
124. حياة الليل
125. أسلحة البقاء
126. الذبحة والجلطة وكيفية الوقاية
127. النقرس
128. المستقبل
129. البنكرياس والسكر
130. الكارثة
131. أحبك أكرهك
132. الحياة والموت
133. القلقلة
134. الزمان
135. الحرب بين الإنسان والحشرات
136. مهر العروس
137. القسوة والحنان
138. العلاج بالموسيقى والإبر الصينية
139. حركة الدم في الإنسان
140. التنويم المغناطيسي
141. ملوك عالم السيرك
142. المرحوم في الثلاجة
143. المملكة الرهيبة
144. غلطة دراون
145. البومة
146. المشاؤون على الماء
147. الإبر الصينية
148. الطب والشعوذة
149. الحبار
150. الذين يسمعون بدون أذن
151. زهرة النار
152. الشيخوخة
153. الإيدز
154. الهرم المعجزة
155. أختنا الشجرة
156. الروماتيزم
157. الكلى
158. السم في العسل
159. النعامة
160. الأنامل التي تبصر وتتكلم
161. مرض وهن العظام
162. سر الزوابع
163. عالم الحيوان
164. الأصوات
165. الأمراض
166. غابات الأمازون
167. أسباب جديدة للمرض
168. الديمقراطية في عالم الحشرات
169. شمس في أنبوبة اختبار
170. التموجات الخفية
171. الزواحف الطائرة
172. سفينة النفايات
173. عجائب المخ البشري
174. ميكروسكوب لتكبير الزمن
175. اليد اليسرى
176. عفريت المآتة
177. لماذا توقفت المصانع
178. القطع في اللحم الحي
179. الجلادون (1)ه
180. الجلادون (2)ه
181. هندسة الكون
182. عجائب الضوء (الضوء المبهر)ه
183. أدق جهاز
184. معجزة الكبد
185. انتقال الصفات الوراثية
186. معحزة المخ (الجزءالأول)
187. معحزة المخ (الجزء الثاني)
188. اللمسة الشافية
189. الصيدلية الإلهية
190. من فضلك أطفئ السيجارة
191. هندسة
192. عظماء الدنيا والآخرة
193. أسطورة التنين
194. بحر النور (الجزءالأول)
195. بحر النور (الجزء الثاني)
196. الحياة فوق سطح ساخن
197. موال
198. سينغافورة معجزة الإرادة
199. الابداع الإلهي والإبداع البشري
200. الغشاء السحري
201. أسرار المادة
202. لغز مرض السرطان
203. نوع جديد للإدمان
204. الآكل والمأكول
205. الحاسب الآلي
206. الوعول
207. مبروك جالك ولد
208. ترقيع العظام
209. الفأر الجبلي وعائلته
210. ومن كل شيء خلقنا زوجين
211. السر الأعظم
212. الذرة والمجرة
213. حدث في مستنقع
214. حديقة الحيوان
215. رقص الثعابين
216. نبش الماضي
217. الصغير المتوحش
218. غريزة القتال
219. كينج كونج
220. حكايات الأزهار
221. الحب والرحمة
222. الأفيون
223. الأناقة القاتلة
224. مصادر الإلهام
225. الوصول إلى كوكب أورانوس
226. الهندسة الوراثية
227. المقاومة صفر
228. الأرض مغناطيس عملاق
229. اللغز الفلكي
230. وقود لاينفذ
231. أبطال السيرك
232. حصى الكلى
233. الصراع الرهيب
234. السفروت
235. سرطان المريء
236. السم الرهيب
237. دراكولا المرعب
238. البحث عن دليل
239. معجزة حاسة الابصار
240. زرع المخ
241. محفل تحت الماء
242. العملاق الجميل
243. الألوان
244. الأنف الجذاب
245. القاتل الخفي
246. الدمار الذري
247. اكتشاف جريمة قتل عمرها 2500 سنة
248. فك طلاسم الكون
249. حفلة تنكرية
250. مزرعة الصواريخ
251. مقاومة السرطان بالإرادة
252. نصف خنزير نصف إنسان
253. شمس منتصف الليل
254. سلاح المدرعات
255. الإنسان الآلي
256. الجمبري السفاح
257. جزيرة العواجيز
258. هنا مسرحية أين المخرج
259. الكلام
260. زرع قلب
261. الصراع من أجل البقاء
262. الضفدعة الأسطورة
263. الشريط الوراثي
264. الشمس
265. لغة التخاطب في الحيوان (الجزء الأول)
266. لغة التخاطب في الحيوان (الجزء الثاني)
267. المتعة القاتلة
268. الطاعون الجديد
269. الطب الهندي
270. القطة الشيطان الملعون
271. الطب الصيني
272. القطة الملاك المعبود
273. سباق البراغيث
274. تدبير الأرزاق
275. أعجب أنواع الغزل
276. سرطان الثدي
277. غرائب المعتقدات
278. معجزة الكلى
279. مسكنك بين النجوم
280. عظماء الدنيا وعظماء الآخرة
281. النبات
282. البومة
283. المريخ
284. الإرادة

## وصلات خارجية
- «العربية.نت»: العالم الكبير رحل في هدوء، العربية نت، 31 أكتوبر 2009